# Peter Steiner (designer graphique)
Pour les articles homonymes, voir Peter Steiner et Steiner.
Peter Steiner (né le 14 septembre 1944 à Bâle, Suisse) est un designer graphique canadien d'origine suisse. Il est connu principalement pour son travail dans le domaine de l'image de marque et du branding. Il a travaillé avec de grandes sociétés québécoises, canadiennes et européennes, dont Air Canada, Petro-Canada et Postes Canada.

## Biographie
Né à Bâle, en Suisse, Peter Steiner commence ses études en design graphique en 1960 à la Kunstgewerbeschule de la même ville. Sous la direction d'Armin Hofmann et Emil Ruder, les cours de conception graphique et de typographie étaient des modèles exceptionnels en enseignement du design moderniste. Pendant sa scolarité, Steiner rencontre le Zurichois Fritz Gottschalk, avec qui il travailla plus tard au Québec. Il reçoit son diplôme en 1964 et s'installe ensuite dans la ville de Lausanne dans le but de perfectionner son français. Jusqu'à l'année 1967, il travailla dans une maison d'édition à la conception des pages d'un hebdomadaire et de divers ouvrages. Comme son père l'encouragea à s'installer au Canada, il partit pour Toronto en 1967 avec les coordonnées de Fritz Gottschalk en main (données par un de ses anciens enseignants) afin de le contacter.
Arrivé au Canada, il se rendit à Montréal afin de visiter l'Expo 67 et de rencontrer Gottschalk. Il apprit ainsi que celui-ci venait de fonder une compagnie avec Stuart Ash à Montréal, sous le nom de Gottschalk+Ash. Gottschalk le mit en contact avec plusieurs designers, ce qui lui a permis de trouver son premier emploi, chez Hiller Rinaldo. Pendant son passage dans cette agence, Steiner suivit de près les réalisations de Gottschalk+Ash. En 1969, il est invité à rejoindre Gottschalk+Ash, qui connait à l’époque une grande expansion.
Ce studio de design avait été fondé en 1966 à Montréal et se caractérise par une approche fonctionnaliste typiquement suisse. Gottschalk+Ash furent entre autres les premiers à introduire le caractère Helvetica au Canada. Le studio a développé un style très épuré, avec un sens géométrique, mais qui avait aussi un côté ludique. Avec le temps, Gottschalk+Ash est devenu une agence internationale très connue et plutôt tournée vers le domaine corporatif. Leur style très soigné et fonctionnel a amené plusieurs grandes entreprises à avoir recours à leurs services. La compagnie évolua rapidement, ce qui leur a permis d'ouvrir des bureaux ailleurs dans le monde dont Toronto (1971, dirigé par Ash), New York (1976-1985), Zurich (1978 dirigé par Gottschalk), Milan (1986-1992) et Calgary (dans les années 1990), C'est avec le départ de Gottschalk que Peter Steiner prit la responsabilité du bureau à Montréal avec Hélène L'Heureux.
Au cours de sa carrière, Steiner a fait affaire avec plusieurs compagnies dont Air Canada, Canadien Pacifique, CDP Capital, CGI, Ciba Specialty Chemicals, Petro-Canada, Postes Canada, SNC-Lavalin et Via Rail.
En 2004, il quitte Gottschalk+Ash, mais aujourd’hui il participe encore à quelques projets liés au domaine du design graphique. De plus, il fait partie du comité consultatif des timbres-poste chez Postes Canada.
Au cours de ses 35 années de carrière en design graphique, l'un des projets qu'il souhaite mettre en évidence est l'Album du millénaire qui a été réalisé pour Postes Canada en 1999. Steiner dit que Postes Canada est un client idéal. Ce projet devait être réalisé de A à Z : 
« créer à partir de zéro, voici ce dont j'avais toujours rêvé ! » dit Steiner.

## Distinctions
- Membre de l'American Institute of Graphic Arts (AIGA).
- Membre honoraire de la Société des designers graphiques du Québec en 2005.
- Prix du Mead Library Show de New York en 1981 pour le rapport annuel de la Banque de Montréal (BMO).
- Membre du jury pour le concours Graphisme Québec en 1987.
- Prix « 50 Books » de l'AIGA en 2001 pour le livre de la collection du millénaire de Postes Canada.
- Membre du jury pour le concours Graphex en 2008-2009.

## Sources
AIGA Design Archives, 1999. « Canada Post : The Millennium Collection » in AIGA Design Archives. En Ligne. . Consulté le 12 octobre 2012.
Marc H. Choko; Paul Bourassa; Gérald Baril (2003). Le design au Québec: industriel, graphique, de mode. Montréal: Éditions de l'homme.
Revue de la Société des Graphistes du Québec, 1987. Vol.8, no.3, pp.6-7, 13-15.
Société des Designers Graphiques du Québec, «Peter Steiner», profil en ligne (consulté le 12 octobre 2012).
The Society of Graphic Designers of Canada, s.d. « The Society of Graphic Designers of Canada Graphex 2008 » in The Society of Graphic Designers of Canada. En ligne. . Consulté le 12 octobre 2012.